# Alfvénvåg

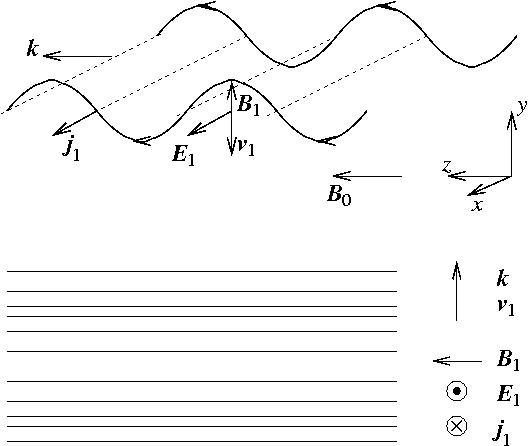
Illustration av fälten i magnetohydrodynamiska vågor. Överst visas hur Alfvénvågor kan ses som krusningar av magnetfältlinjerna, underst visas hur magnetfältet förtätas och förtunnas i en magnetosonisk våg. Symboler: B_{0} är det ostörda magnetfältet i plasmat; k är vågvektorn, som anger vågens utbredningsriktning; B_{1}, E_{1}, v_{1} och j_{1} är störningarna som orsakas av vågen i magnetiskt fält, elektriskt fält, plasmats hastighet respektive elektrisk ström.

Alfvénvågor och magnetosoniska vågor är olika typer av magnetohydrodynamiska vågor i ett magnetiserat plasma (ett plasma med ett magnetfält). Sådana vågor uppstår naturligt vid alla sorters förändringar i magnetiserade plasman och är därför av stor betydelse i alla typer av plasmasystem, från stjärnor till fusionsreaktorer. 

## Alfvénvågor
Alfvénvågor har några speciella egenskaper som både är intressanta i sig och av vikt i många tillämpningar:
- Utbredning: Alfvénvågor utbreder sig med Alfvénhastigheten, och endast längs med magnetfältets riktning. Vågorna kan alltså ses som krusningar på ett snöre, där en magnetisk fältlinje är snöret (övre figuren i bilden). Det gör att Alfvénvågor inte råkar ut för det avtagande av vågenergin med kvadraten på avståndet från källan som alla vågor som breder ut sig åt alla håll (isotropt), till exempel ljusvågor och ljudvågor, med nödvändighet känner av. I ett homogent magnetfält breder en ideal Alfvénvåg ut sig utan något avtagande med avståndet från källan. I praktiken kommer dämpning och effekter av att magnetohydrodynamikens förutsättningar inte är perfekt uppfyllda att leda till visst avtagande, men det är vanligtvis svagt.

- Fältparallella strömmar: Dynamiken i olika regioner i ett magnetiserat plasma binds ofta ihop av elektriska strömmar som flyter längs magnetfältet. Sådana strömmar flyter bland annat mellan jordens magnetosfär och jonosfär, och mellan solens fotosfär och korona. Alfvénvågen är den lågfrekventa våg som har en elektrisk ström längs med det omgivande magnetfältet, och beskriver därför hur förändringar i fältparallella strömmar fortplantas i rummet.

## Magnetosoniska vågor
Till skillnad från Alfvénvågor så breder magnetosoniska vågor ut sig åt alla håll, med Alfvénhastigheten. De skiljer sig också från Alfvénvågor genom att ha longitudinell karaktär vad gäller hastigheten, så att trycket varierar i den magnetosoniska vågen liksom i en ljudvåg. För att göra sig en bild av magnetosoniska vågor kan man tänka sig att magnetfältlinjerna ömsom närmar sig och ömsom avlägsnar sig från varandra (nedre figuren i bilden), och att plasmat följer med magnetfältlinjerna.

## Nomenklatur
Ibland används Alfvénvågor som samlingsnamn för alla magnetohydrodynamiska vågor, varvid den vågtyp som vi här betecknar med detta namn kallas skjuvnings-Alfvénvågor eller torsions-Alfvénvågor. De vågor vi här kallar magnetosoniska vågor kan då kallas kompressions-Alfvénvågor. Om ljudhastigheten i plasmat är av samma storleksordning som Alfvénhastigheten mixas den magnetosoniska vågen med jonakustiska vågor, och man måste då skilja mellan långsamma magnetosoniska vågor och snabba magnetosoniska vågor

## Historia
Vågorna förutsades av Hannes Alfvén 1942 under arbete kring solfläckarnas fysik och roll vid polarsken. Vågorna bekräftades först i laboratorieskala, 1949 av S. Lundquist och 1954 av Bo Lehnert på Kungliga Tekniska Högskolan i Stockholm och har senare påvisats vid observationer av kosmiska fenomen.